# Bryoxiphium madeirense
Bryoxiphium madeirense là một loài rêu thuộc họ Bryoxiphiaceae. Đây là loài đặc hữu của Bồ Đào Nha. Môi trường sống tự nhiên của chúng là rừng ôn đới. Chúng hiện đang bị đe dọa vì mất nơi sống.